# WarioWare Gold
WarioWare Gold är ett datorspel i WarioWare-serien som utvecklats och publicerades av Nintendo till Nintendo 3DS. Den innehåller tidigare "mikrospel" från tidigare spel i serien samt nya tillägg. Gold har 300 mikrospel, vilket gör det till det största WarioWare-spelet hittills.